# COMSOL Multiphysics
COMSOL Multiphysics (претходни назив FEMLAB) је програм за рјешавање парцијалних диференцијалних једначина методом коначних елемената. Налази примјену у рјешавању различитих физичких и инжињерских проблема.
Произвођач софтвера је шведска фирма "COMSOL".
Програм се може користити уз различите оперативне системе (Windows, Mac, Linux, јуникс). Постоји могућност коришћења MATLAB програмских кодова, као и увожење CAD модела у COMSOL Multiphysics-у.
Уз основну верзију програма, могуће је набавити и следеће одвојене модуле:
- Chemical Engineering Module
- Earth Science Module
- Electromagnetics Module
- Heat Transfer Module
- MEMS Module
- Structural Mechanics Module
- CAD Import Module
- COMSOL Script
- COMSOL Reaction Engineering Lab™